# Coleophora delicatella
Coleophora delicatella é uma espécie de mariposa do gênero Coleophora pertencente à família Coleophoridae.